# Bembrops caudimacula
Bembrops caudimacula is een straalvinnige vissensoort uit de familie van baarszalmen (Percophidae). De wetenschappelijke naam van de soort is voor het eerst geldig gepubliceerd in 1876 door Franz Steindachner. De vindplaats van zijn specimen was Nagasaki.
Het epitheton caudimacula komt van het Latijn cauda (staart) en macula (vlek) en verwijst naar de kenmerkende donkere vlek op de staartvin van de vis. De soort wordt 20,5 centimeter lang en komt in het westelijke deel van de Stille Oceaan voor, van Japan en Korea tot het noordoosten van Australië; in de Indische Oceaan en in de Golf van Guinee in het oosten van de Atlantische Oceaan.